# Catasetum callosum
Catasetum callosum är en orkidéart som beskrevs av John Lindley. Catasetum callosum ingår i släktet Catasetum och familjen orkidéer. Inga underarter finns listade i Catalogue of Life.

## Bildgalleri

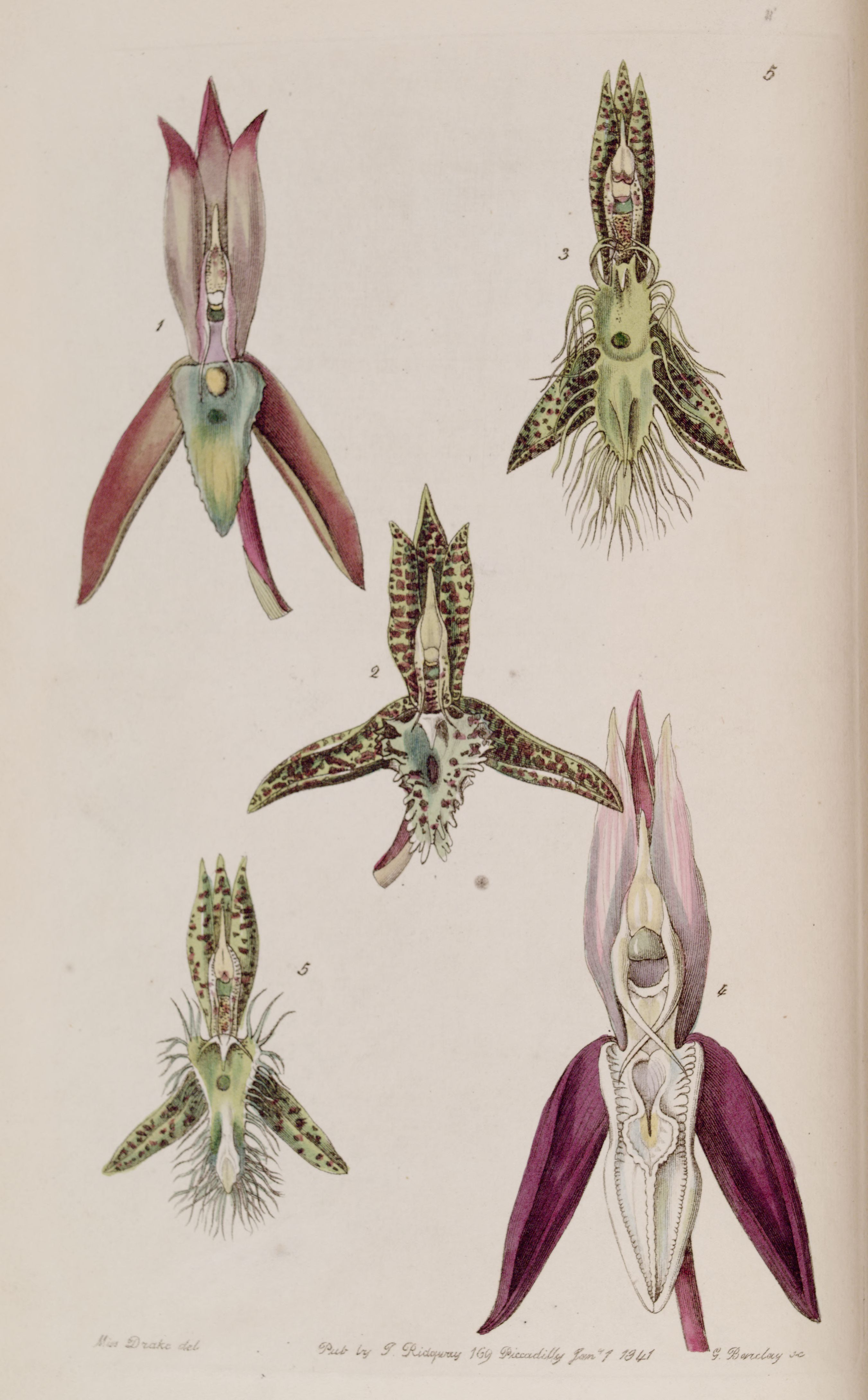
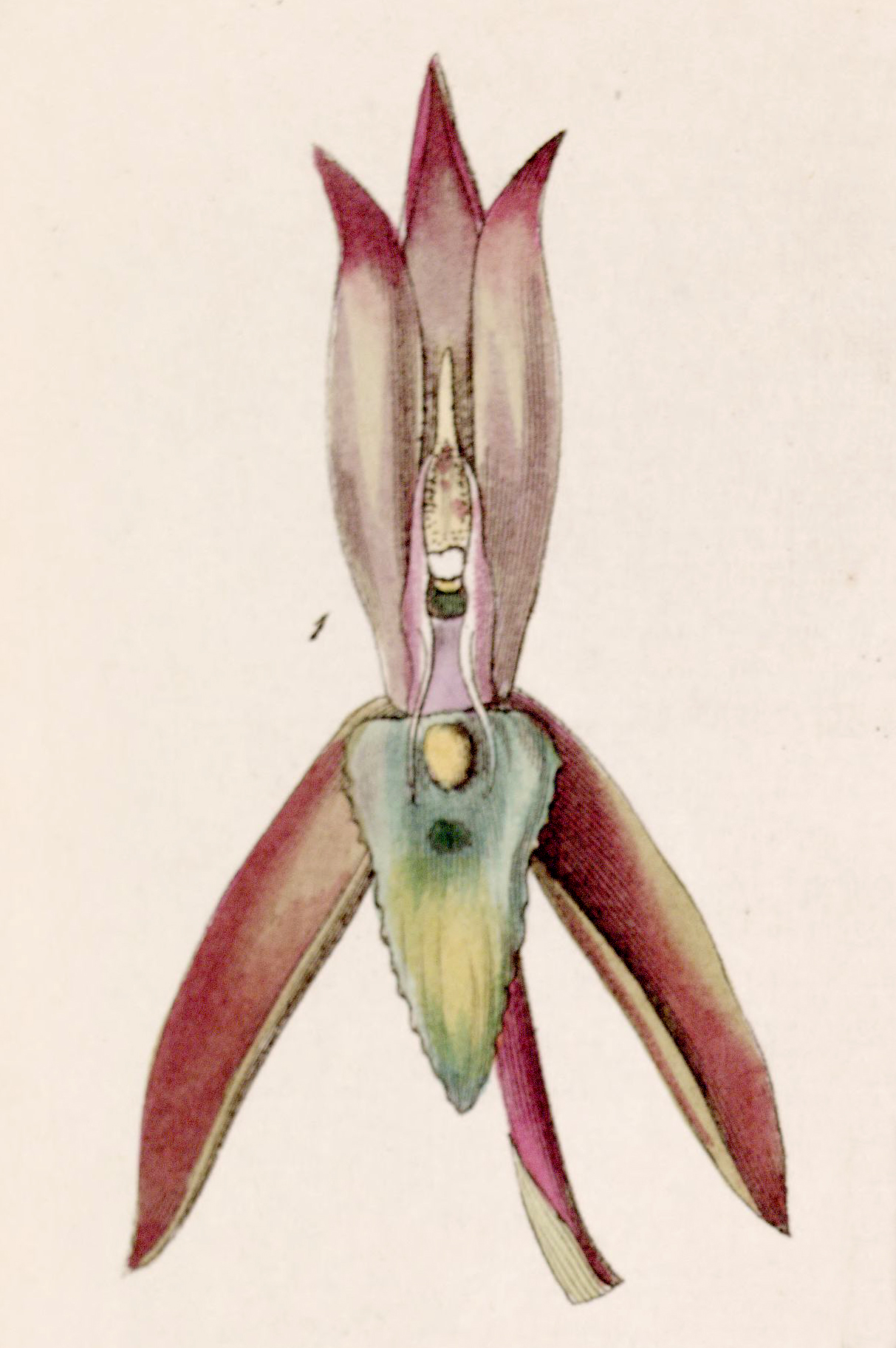
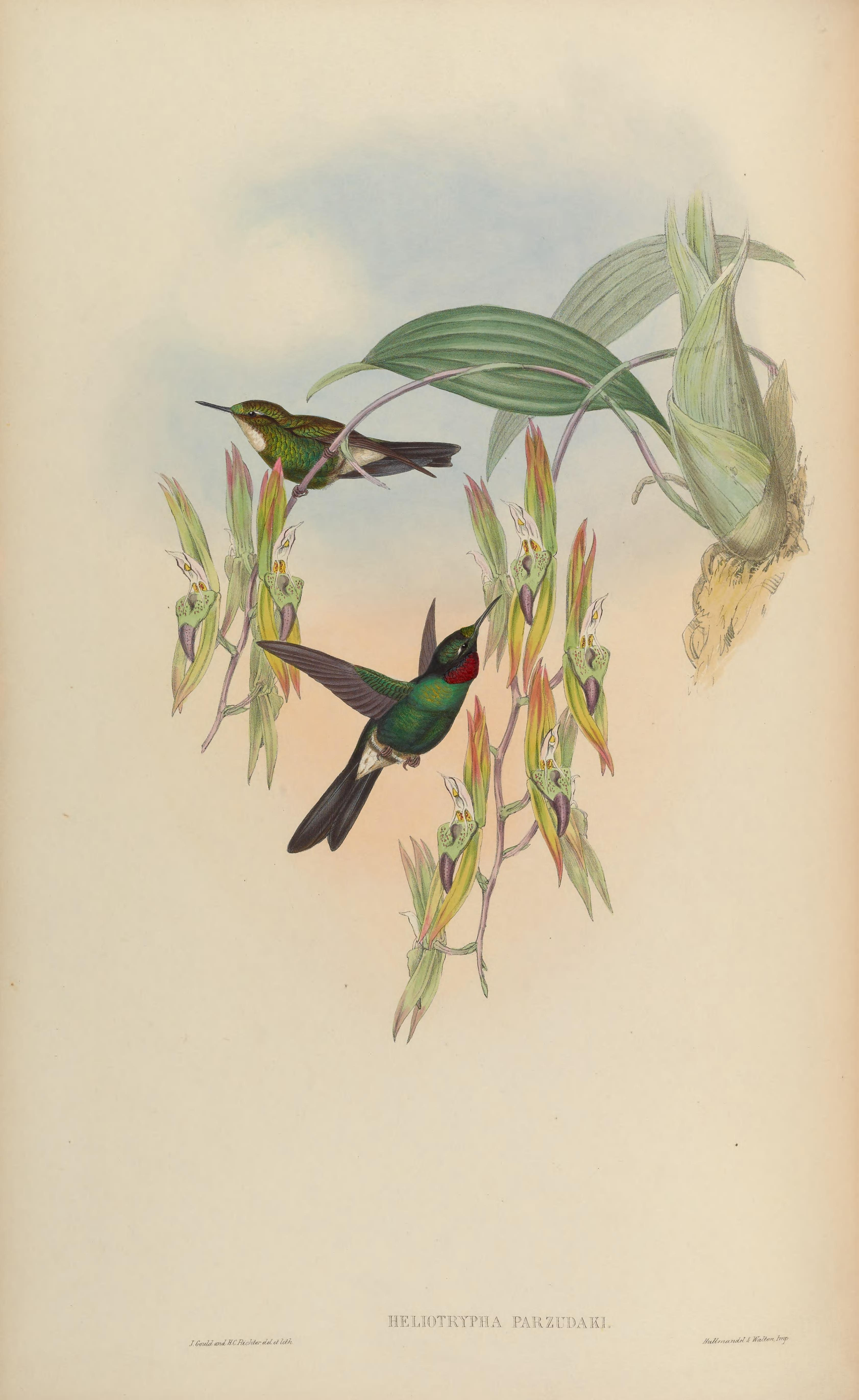
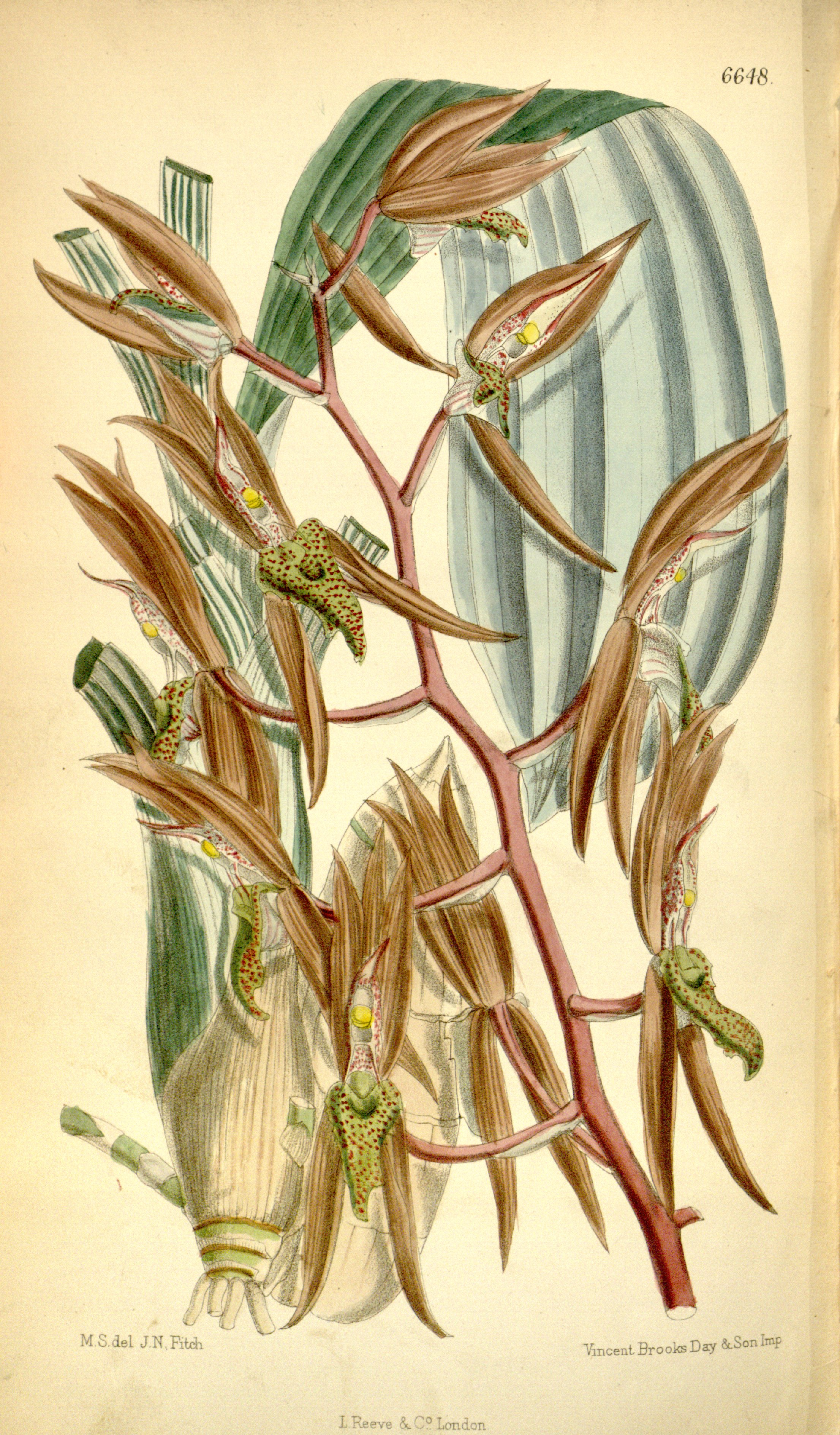